# تپه نخود ۱
تپه نخود ۱ مربوط به عصر مس و سنگ - مفرغ است و در شهرستان کرمانشاه، بخش مرکزی، دهستان میان دربند، ۱ کیلومتری غرب روستای دو تپه واقع شده و این اثر در تاریخ ۷ خرداد ۱۳۸۷ با شمارهٔ ثبت ۲۲۸۲۷ به‌عنوان یکی از آثار ملی ایران به ثبت رسیده است.